# HD 82582
HD 82582，又名BD+47 1683，SAO 42924、HR 3797，是一颗恒星，视星等为6.52，位于銀經172.15，銀緯46.86，其B1900.0坐标为赤經9h 27m 45.7s，赤緯+47° 46.86′ 45″。